# Клепаки, Фрэнк
Фрэнк Клепаки, (Клепацкий) (англ. Frank Klepacki; 25 мая 1974) — американский композитор, пишущий саундтреки для видеоигр. Родился в Лас-Вегасе, в семье польских эмигрантов. Родители Фрэнка были профессиональными музыкантами, поэтому страсть к музыке проявилась у мальчика уже в 8 лет, когда ему подарили набор барабанов. Уже в 11 он стал профессиональным ударником. Самое сильное влияние в этот, несомненно важный для любого композитора, период формирования музыкального стиля, на Фрэнка оказали Iron Maiden, AC/DC и Depeche Mode. Овладев, помимо барабанов, гитарой, клавишными и бас-гитарой, к 17 годам вместе с местными любительскими группами Клепаки записывает кассету, целиком состоящую из его собственных произведений.
Чуть позже Фрэнк начал изучать Basic на своей Tandy 1000 и заинтересовался миром компьютерных игр настолько, что устроился бета-тестером в Westwood Studios. Он дал прослушать кассету со своими произведениями звукорежиссёру компании после чего Клепаки вместо того, чтобы тестировать игры, стал писать музыку к NES-порту Dragon Strike и PC-игре Eye of the Beholder II. Позже он написал несколько MIDI-секвенций для некоторых других игр во вселенной Dungeons & Dragons. В 1992 он отметился созданием саундтрека для Dune 2. В этой работе он попытался переработать музыку из оригинального фильма Дэвида Линча и внести в неё нечто новое. После ещё одной работы над «Королём Львом» в 1994, когда Фрэнку выпала возможность послушать саундтрек Ханса Циммера задолго до выхода мультфильма на экраны, а также написания музыки к серии «The Legend of Kyrandia», Клепаки взялся за озвучивание игр из серии «Command & Conquer».

## Серия «Command & Conquer»
В 1994 году Фрэнк Клепаки начал обсуждать будущее саундтрека Command & Conquer с разработчиками игры. Чтобы определить примерный стиль грядущего музыкального сопровождения, Клепаки переслушал множество групп, включая Nine Inch Nails и Ministry. К тому моменту планка качества аудио поднялась до 22 кГц — Фрэнк работал с семплерами ASR-10 и Roland S760. Плюс ко всему, в создании саундтрека участвовали: синтезирующий модуль Roland JD 990 и простая электрогитара. Первые несколько песен (Act on Instinct, No Mercy) содержали вокальные семплы из фильма «Невероятные приключения Билла и Теда», однако потом были заменены семплами из самой игры. Ранние версии композиций позже появились в официальном саундтреке. Диск можно было заказать лишь через внутриигровой каталог или с веб-сайта компании. Кстати, в этот сугубо игровой проект просочилась одна «внеигровая» работа Клепаки — композиция I AM с одноименной пластинки.
Продажи игры превзошли все мыслимые и немыслимые ожидания. Следующей игрой стала Red Alert. Флагманом всего проекта стала композиция «Hell March», которую Клепаки изначально задумывал как тему братства Nod. В мелодии были намешаны марши, индустриальные звуки, а также голосовой семпл «Die Waffen, legt an!». В работе над этой программной композицией Клепаки опирался на советские и немецкие марши времен Второй мировой. В целом же саундтрек представлял собой тяжёлый индастриал с налетом атмосферы научной фантастики. Последующие работы (Command & Conquer: Tiberian Sun, Command & Conquer: Red Alert 2, Command & Conquer: Renegade) были выдержаны в том же стиле.
В создании саундтрека Tiberium Wars Фрэнк не участвовал по причине занятости саундтреком для Star Wars: Empire at War и Star Wars: Empire at War: Forces of Corruption, но в создании саундтрека Red Alert 3 Фрэнк всё-таки принял участие совместно с Джеймсом Хэнниганом, Тимом Вайном и Майклом Сандгреном.
Забавный факт: Клепаки мелькает в ролике Command & Conquer: Red Alert в качестве часового.

## Другие работы для Westwood
Помимо работы над серией The Legend of Kyrandia, Клепаки отметился написанием саундтрека к ролевой игре Nox и к квесту Blade Runner. Также он не бросал работу над серией «Dune». В 1998 году им был написан саундтрек к Dune 2000, а в 2001 он украсил своими композициями кампании Дома Атрейдес в Emperor: Battle for Dune.

## Сольные работы
Клепаки писал музыку для рекламы и выпустил несколько сольных работ. Однако полноценные соло-альбомы Фрэнк смог написать лишь в период работы в Petroglyph.
- Morphscape (2002)
- Rocktronic (2004)
- Virtual Control (2005)
- Awakening of Aggression (2006)
- Infiltrator (2009)
- Viratia (2009)
- Conquering 20 Years (2012)
- Digital Frontiers (2016)
- Transform (2018)
- Coded Number (2020)
- Quarantine Sessions (2021)
- Initiative (2023)
- Greetings From 1986 (2024)

## Работа в группах

### Home Cookin'
«Home Cookin'» была известнейшей в Лас-Вегасе фанк-группой, сейчас являющейся легендой. Группа начала существование в 1989-м. Помимо обычного состава в неё входило пять духовых инструментов. Известность эта компания получила благодаря множеству живых выступлений. Состав с 1989 по 2000 немного менялся, в частности, в 1995-м году в группе появился Фрэнк Клепаки (в роли барабанщика). Через два года после этого у коллектива вышел первый диск «Mmm, Mmm, Mmm», спродюсировал и записал который Френк в своей студии (он был автором половины песен), а в 2000-м вышел второй и последний альбом — «Pink in the Middle». Там Фрэнк написал почти все песни и аранжировал все духовые. Но управлять командой из 10 человек было трудно, поэтому группа расформировалась, а музыканты занялись своими проектами или организовали другие успешные коллективы. P.S. Песня «Soul Space Express» была использована в игре на PlayStation «Road Rash Jailbreak».

### I AM
«I AM» образовалась из участников самой металлической на тот момент группы в Лас-Вегасе, и к ним примкнул Фрэнк в качестве барабанщика и автора музыки. В 1995 году группа выпустила свой первый и единственный альбом «There’s A Home», и в том же году прекратила существование. Стиль — альтернативный прогрессивный рок. Интересный случай: песня «Eyes» транслировалась на русском радио, но группа узнала об этом, когда внезапно получила авторские отчисления. А песня (урезанная версия 2:40) «Destructible Times» звучала в титрах при победе за Nod в «Command & Conquer Gold».

### Mo' Friction
Проект 2002 года пятерых музыкантов, в основном, выходцев из Home Cookin' — Фрэнка Клепаки, Майкла Экрота, Джон Корнела, Джо Малона и Райана Булла. Жанр — смесь джаза, фанка и электро. Френк на вокале. Релиз диска откладывается уже 10 лет (сам альбом записан и сведён, превью можно послушать на сайте музыканта) по причине того, что, по мнению Френка, не многих людей заинтересует этот альбом, и не к чему приурочить его выход. Но он уверен, что рано или поздно издаст-таки его.

### The Bitters
У группы The Bitters есть девиз: «Забудь всё, что ты знаешь о музыке». Гитарист, басист и барабанщик (снова Фрэнк) собрались вместе с общими идеями: их музыка должна быть максимально тяжёлой, в ней не должно быть песен, и треки должны быть длительностью в две минуты. С таким началом они выступили на концерте и приступили к записи альбома. В 2006 он (одноимённый) вышел на свет: агрессивный, в стиле тяжелого метала, чем-то напоминающий смесь прогрессивного рока и джаза начала 70-х. Отыграв несколько концертов в местных клубах группа продолжила своё развитие, выпустив в 2008-м второй альбом — Grudgement Day. В настоящее время играет в клубах Лас-Вегаса.

### Frank Klepacki & The Tiberian Sons
В состав группы входят:
- Фрэнк Клепаки – гитара, клавиши, барабаны
- Тони Дикинсон – гитара, клавиши, бас, фронтмен
- Коннор Энгстром – гитара
- Трэвис Моберг – ударные
- Макс Ноэль – бас

The Tiberian Sons без Клепаки выпустили альбомы Conquering MAGFest (2015) и Collateral Damage (2016). В 2020 году все они совместно выпустили альбом Frank Klepacki & The Tiberian Sons: Celebrating 25 Years of Command & Conquer для ремастированной версии игры.

#### Дискография
- Frank Klepacki & The Tiberian Sons: Celebrating 25 Years of Command & Conquer (2020) (Саундтрек)[1]
- Lay to Waste (EP) (2022)[2]

## Работа в Petroglyph
В марте 2003 года студия Westwood была поглощена компанией Electronic Arts. Почти все сотрудники студии, включая Фрэнка, перешли в Petroglyph Games. Именно этот период своей карьеры Фрэнк называет «пиком». Клепаки предоставился шанс поработать с Джоном Уильямсом, композитором саги Звёздных войн. Он стал звукорежиссёром «Star Wars: Empire at War», а в дополнении «Forces of Corruption» он написал совершенно непохожую на Вильямса музыку для игры во вселенной «Звездных войн» — оркестровый индастриал. Также им была написана музыка для проекта Grey Goo вышедшем в 2015.